# Sub7
Sub7, o SubSeven, è una popolare backdoor. Serve soprattutto per infastidire, ad esempio nascondendo il puntatore del mouse, cambiando le impostazioni di sistema o aprendo siti web a carattere pornografico. Ma può benissimo essere usata con finalità criminali, come rubare numeri di carte di credito: in tal caso agisce da keylogger. Il nome deriva dalla parola "NetBus" (altro famoso trojan), ma letta al contrario ("suBteN"), con, in aggiunta, la sostituzione del dieci ("ten") con il sette ("seven").
È stato rilevato per la prima volta il 6 giugno 1999.

## Pericolosità
Sub7 si diffonde via email; pertanto, un primo filtro alla sua diffusione è il buon senso dell'utente, che dovrebbe evitare di eseguire file poco sicuri.
Inoltre, questa backdoor è solitamente rilevata da un antivirus e fermata da un firewall. Essendo queste tipologie di software integrate in quasi ogni sistema operativo, è sempre più difficile che questa backdoor riesca a penetrare le difese native del computer. Tuttavia, se l'eseguibile è compresso dentro un archivio, magari in formato ZIP, qualche antivirus datato potrebbe non essere in grado di riconoscerlo. Gli antivirus di ultima generazione (anche quelli gratuiti) riescono a controllare anche il contenuto degli archivi compressi, per cui questo problema è quasi totalmente risolto.
Il trojan è capace di infettare solo i computer con installato il Sistema Operativo Windows, ed è quindi innocuo nei confronti degli utenti GNU/Linux e Mac.

## Autore
Il software è stato inizialmente sviluppato da mobman. Si era diffusa la notizia che l'autore fosse morto, o che avesse perso l'interesse allo sviluppo del progetto, ma ora l'ultima notizia su di lui, che risale al 20 agosto 2009, è quella in cui l'autore rivendica che di essere vivo e di essere attivo per modifiche al programma..

## Funzionamento
Come molti altri trojan horse, Sub7 è composto da due applicativi: un server e un client. Il server è il programma che la vittima deve eseguire (inconsapevolmente) affinché il suo calcolatore possa essere infettato, mentre il client (dotato di un'interfaccia grafica) permetterà all'attacker di controllare il server dalla propria postazione. Ne fa parte inoltre un terzo programma, chiamato EditorServer, che permette di configurare il server, impostando un indirizzo email al quale mandare l'IP della vittima. Sub7 consente ai cracker di inserire una password nel server, cosicché solo chi la conosca potrà accedere al pc della vittima.
Le vecchie versioni di Sub7 prevedevano inoltre una "Master password", che permetteva il libero accesso alla macchina infetta, sostituendosi alla personale password e rendendo quest'ultima di fatto inutile. Spesso la master password era 14438136782715101980 ma questa "funzione" è stata eliminata nelle ultime versioni.

## Caratteristiche
- Installa un server FTP
- Visualizza i file del sistema
- Cattura lo schermo
- Cattura lo schermo in tempo reale (come un server VNC)
- Apre e chiude programmi
- Mostra popup e finestre di dialogo
- Fa cadere una connessione dial-up
- Riavvia il computer da remoto
- Apre/Chiude lo sportello del CD-ROM
- Modifica le informazioni del registro

Dopo che Sub7 è avviato effettua i seguenti cambiamenti
- Si copia e si rinomina in maniera casuale (come Eutccec.exe) nella cartella \Windows o \Windows\System.
- Aggiunge questo file alla lista dei programmi auto-avvianti nel file Win.ini.
- Modifica le seguenti chiavi del registro per fare in modo che venga eseguito in automatico:

HKEY_LOCAL_MACHINE\Software\Classes\exefile\shell\open\command
HKEY_LOCAL_MACHINE\Software\Microsoft\Windows\CurrentVersion\Run

## Il confronto con Netbus
Sub7 è sempre stato considerato il grande rivale di Netbus. Pur avendo più funzioni (catturare immagini dalla webcam, reindirizzamento su più porte, un editor del registro di sistema user-friendly, una chat e altro), è penalizzato sia dalla mancanza di un sistema di logging delle attività della vittima, sia dal fatto di salvarsi nella directory di windows, che lo rende facilmente rilevabile. Va anche detto che Sub7 è un po' meno stabile rispetto a NetBus.

## Curiosità
Alcune versioni del client contengono un codice Hard Drive Killer Pro, capace di distruggere l'Hard Disk del nemico dell'autore. Il codice controlla se sul pc è memorizzato un account ICQ e verifica anche se questo dovesse combaciare con 7889118, il numero ICQ di Sean Hamilton, un rivale dell'autore del trojan: in tal caso, è programmato per danneggiare il disco rigido.